# Giovanni Volpe
Giovanni Volpe, Italijan, * 14. oktober 1939, Cres, Kraljevina Italija (danes Hrvaška), † 25. julij 2003, Trst, Italija.

## Odlikovanja in nagrade
Leta 2000 je prejel častni znak svobode Republike Slovenije z naslednjo utemeljitvijo: »za zasluge v dobro Sloveniji, posebej še v času agresije na Slovenijo in pri maloobmejnem sodelovanju«.